# Luis Marín (militar)
Luis Marín (c. 1499, Cádiz, Reino de Sevilla - siglo XVI, Michoacán, Nueva España), fue un militar y funcionario español, conquistador de México, Cuba, Chiapas y Tabasco, alcalde ordinario y de la mesta de la Ciudad de México, así como primer encomendero de Jaltepec (Coatzacoalcos). 

## Biografía

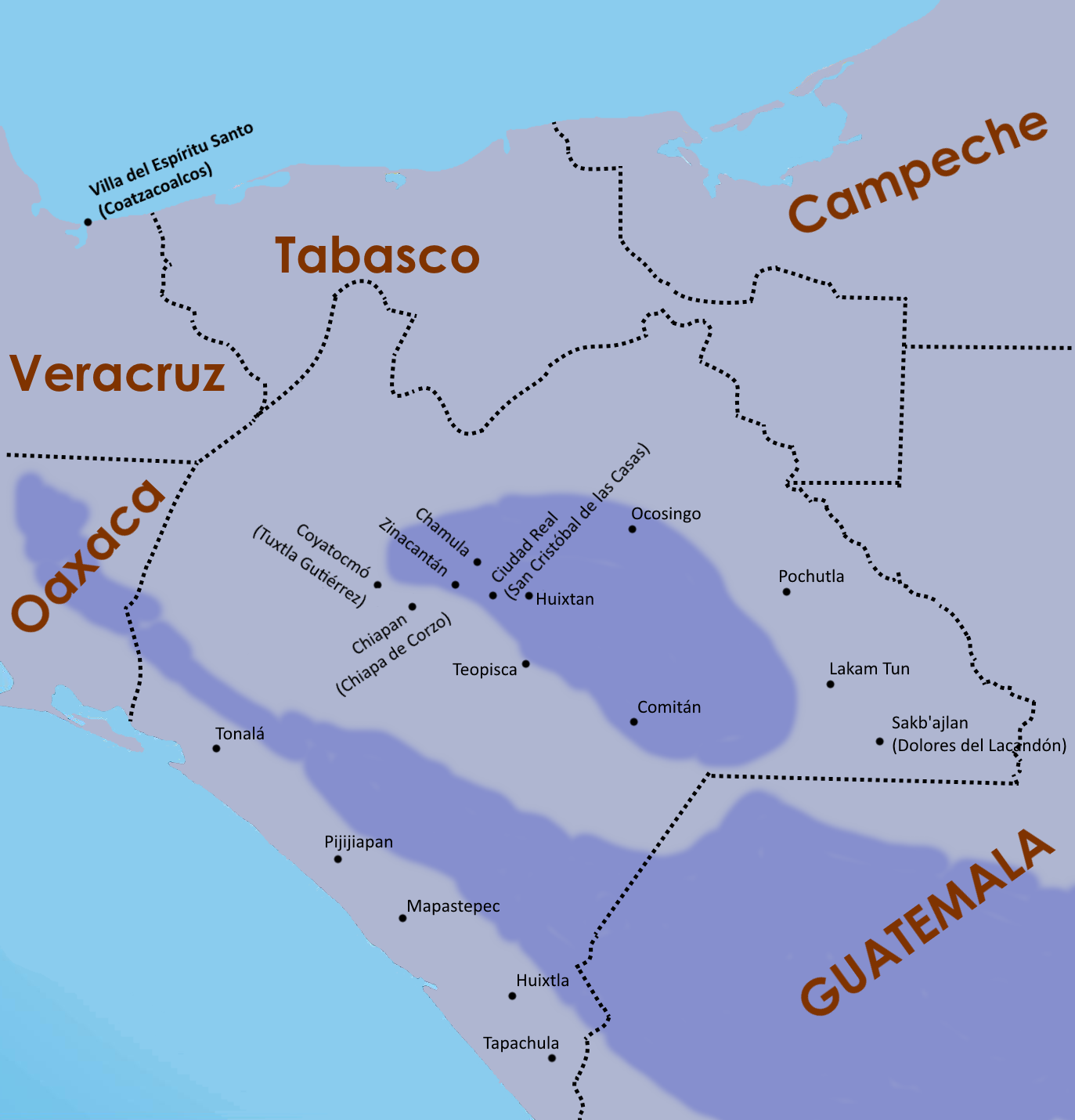
Luis Marín participó en la primera etapa de la conquista de Chiapas y fue encomendero en Coatzacoalcos

Nació en la ciudad de Cádiz, siendo hijo de Francesco Marini y de Marina Bernal Guillén. Su padre pertenecía a una familia de banqueros genoveses activa en Sanlúcar de Barrameda desde el siglo XV.
Participó en la conquista de Cuba, y en 1519 se embarcó en la flota de Francisco de Saucedo para auxiliar, como capitán, a Hernán Cortés en la conquista de Tenochtitlán, en cuyo sitio participó. Marchó después a la pacificación de Coatzacoalcos, así como la conquista de Chiapas en 1523 y la de Tabasco en 1524. Estuvo al mando de quinientos soldados en la expedición a Las Hibueras bajo el mando de Cortés en 1524.
Posteriormente se avecinó en México y administró su encomienda ubicada en Coatzacoalcos que le reportaba la nada despreciable cifra de 1.000 pesos de oro al año. Se casó hacia 1531 con María de Mendoza y tuvo once hijos.
En 1539 figuraba, junto al barcarroteño Juan Jaramillo, como alcalde ordinario de Ciudad de México. Al año siguiente cesó en la alcaidía ordinaria, puesto que ocupó Gerónimo de Medina, pasando a desempeñar el oficio de alcalde de la mesta.
Poseyó la vasta encomienda de Jaltepec (Coatzacoalcos) que le reportaba mil pesos al año.
Falleció en la Ciudad de México en fecha desconocida, posterior a 1540 cuando se sabe que fue nombrado alcalde de la mesta.

## Matrimonio y descendencia
Contrajo matrimonio con María de Mendoza. Fueron padres de once hijos, siendo algunos de ellos:
- Francisco Marín, II encomendero de Jaltepec. Casado con Graciana de Jasso y Ponce de León, hija de Juan de Jasso "el Viejo", conquistador de Honduras y descubridor de las minas de Guanajuato, y de María Ponce de León y Vanegas. Con sucesión.
- Marina de Mendoza. Casada con Juan de Zaldívar y Oñate, regidor y alcalde ordinario de Guadalajara (hermano de Vicente de Zaldívar y Oñate, teniente de capitán general del virrey Martín Enríquez[2]), hijo de Rodrigo de Zaldívar y María Pérez de Oñate (hermana de Cristóbal de Oñate, teniente de gobernador de la Nueva Galicia). Con sucesión.